# Philippe de Marigny
Philippe de Marigny (auch Philippe Le Portier de Marigny; † Dezember 1316 in Paris) war Erzbischof von Sens. Er ist fast ausschließlich für seine Rolle im Templerprozess bekannt.

## Leben

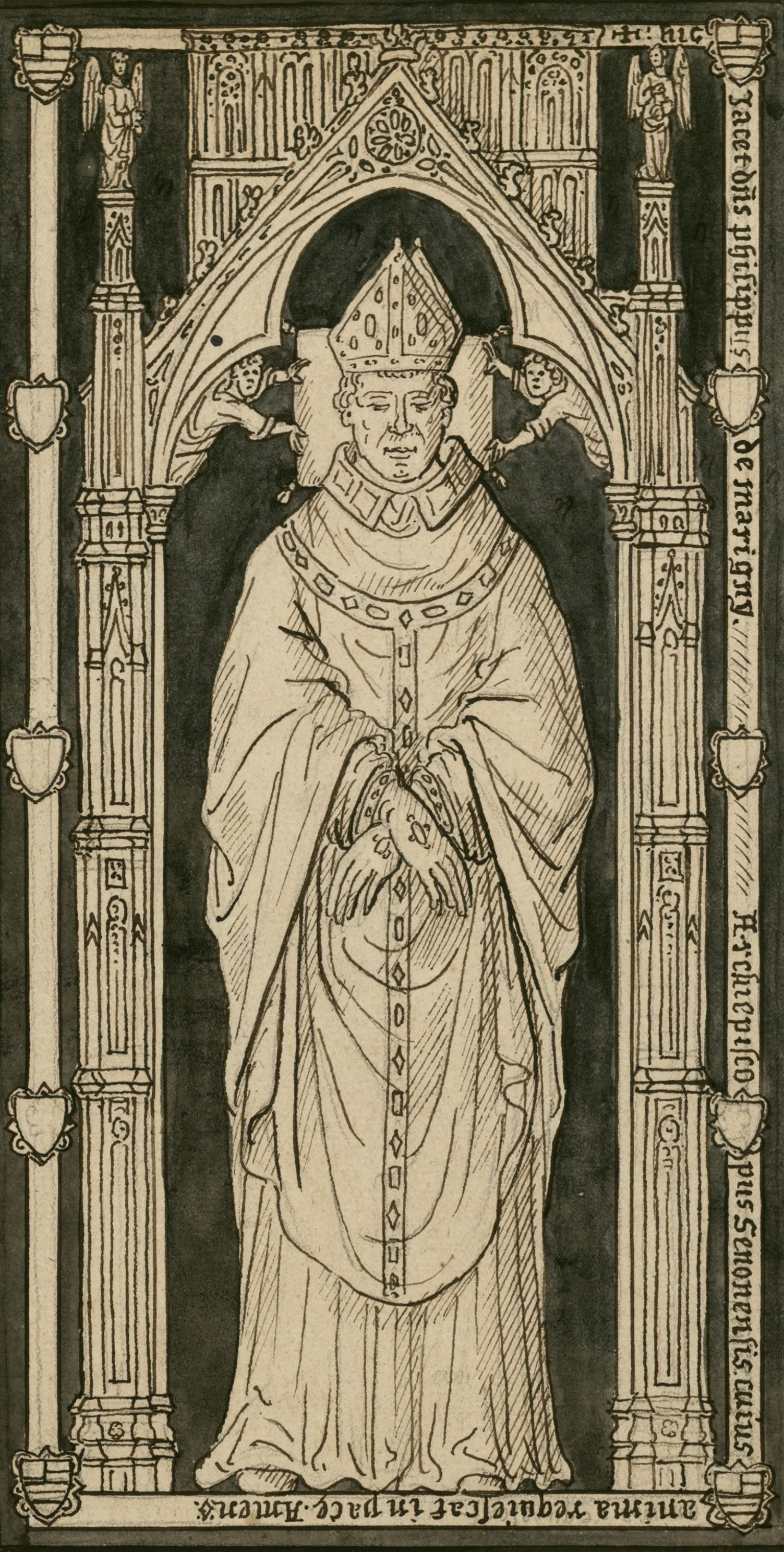
Grabstein Philippe de Marignys

Philippe de Marigny ist der Sohn von Philippe de Marigny, Seigneur d‘Écouis, und dessen zweiter Ehefrau; er ist somit der Bruder von Jean de Marigny und der Halbbruder des königlichen Ministers Enguerrand de Marigny (um 1260 – 30. April 1315).
Vor dem Eintritt in den Kirchendienst war er königlicher Sekretär, später Steuereinnehmer in Paris, dann im Pays de Caux. 1301 wurde er Kanoniker in Paris, nach einem Universitätsstudium dann Domherr u. a. in Cambrai, Meaux und Issoudun. Am 22. Januar 1306 weihte ihn Papst Clemens V. zum Bischof von Cambrai. Nach dem Tod von Étienne Bécart († 29. März 1309) wurde er dessen Nachfolger als Erzbischof von Sens: Clemens V. hatte das Recht, den vakanten Erzbischofsstuhl neu zu besetzen an sich gezogen und damit das Domkapitel von Sens ausgeschaltet. Am 6. Mai 1309 wurde Philippe de Marigny vom Papst als Erzbischof nach Sens versetzt, das Pallium erhielt er am 22. Dezember 1309, die Einsetzung in sein Amt erfolgte am 19. April 1310 (Ostern).
Als Erzbischof von Sens war Philippe de Marigny mit dem Templerprozess befasst. Bereits zum 10. Mai 1310 berief er eine bischöfliche Synode in Paris ein, bei der die Templer einer Reihe moralischer und krimineller Vergehen bezichtigt wurden. Zwei Tage später ließ er 54 oder 58 (je nach Quelle) Tempelritter wegen Rückfalls in die Häresie auf dem Scheiterhaufen verbrennen (sie hatten unter Folter erhaltene Geständnisse widerrufen). Bei der Verurteilung der Würdenträger des Ordens am 18. März 1314 (Jacques de Molay, Hugues de Pairaud, Geoffroy de Charnay und Geoffroy de Gonneville) führte er als Mitglied der päpstlichen Kommission die Aufsicht.
Am 2. Dezember 1314 hielt Philippe de Marigny die Totenmesse für den drei Tage zuvor gestorbenen König Philipp IV.
Philippe de Marigny wurde in der Kirche der Priorei Saint-Laurent-en-Lyons in Beauvoir-en-Lyons bestattet.